# Ally Maki

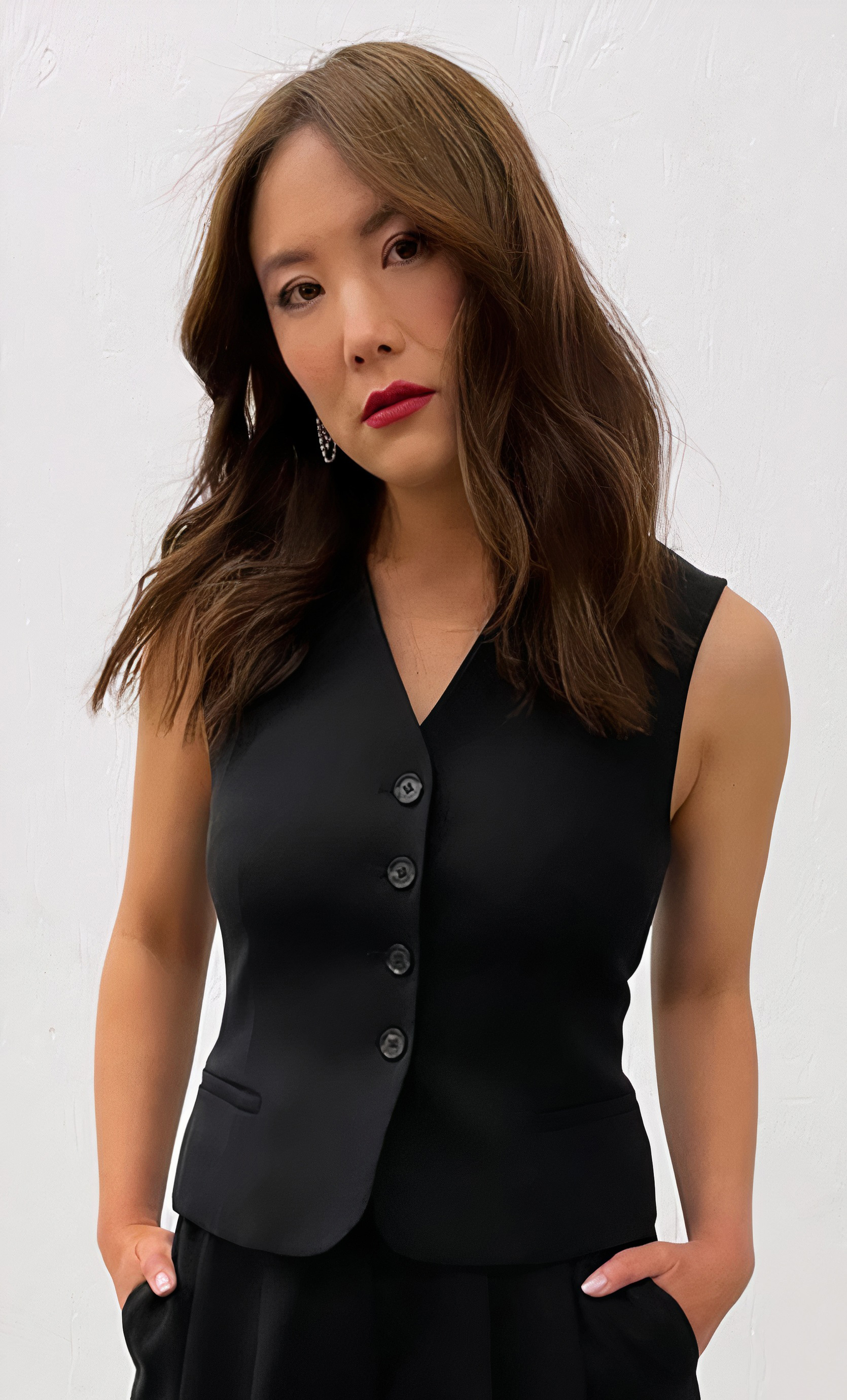
Ally Maki nel 2021

Ally Maki (Seattle, 1º gennaio 1986) è un'attrice statunitense.

## Filmografia

### Cinema
- Step Up 3D, regia di Jon M. Chu (2010)
- The Prankster, regia di Tony Vidal (2010)
- Questioni di famiglia (The Family Tree), regia di Vivi Friedman (2011)
- Geography Club, regia di Gary Entin (2013)
- Toy Story 4, regia di Josh Cooley (2019) – voce
- Home Sweet Home Alone - Mamma, ho perso l'aereo (Home Sweet Home Alone), regia di Dan Mazer (2021)

### Televisione
- Tutto in famiglia (My Wife and Kids) – serie TV, episodio 3x04 (2002)
- E.R. - Medici in prima linea (ER) – serie TV, episodio 9x14 (2003)
- Raven (That's So Raven) – serie TV, episodio 1x07 (2003)
- Buffy l'ammazzavampiri (Buffy the Vampire Slayer) – serie TV, episodio 7x22 (2003)
- Terminator: The Sarah Connor Chronicles – serie TV, episodio 1x05 (2008)
- Privileged – serie TV, 4 episodi (2008)
- iCarly: iGo to Japan, regia di Steve Hoefer – film TV (2008)
- Bones – serie TV, episodio 4x23 (2009)
- Greek - La confraternita (Greek) – serie TV, episodio 2x06 (2009)
- 10 cose che odio di te (10 Things I Hate About You) – serie TV, 16 episodi (2009-2010)
- The Big Bang Theory – serie TV, episodio 3x22 (2010)
- Franklin & Bash – serie TV, episodi 1x01-1x03 (2011)
- Workaholics – serie TV, episodio 1x02 (2011)
- A tutto ritmo (Shake It Up) – serie TV, episodio 2x28 (2012)
- Hot in Cleveland – serie TV, episodio 4x03 (2012)
- 2 Broke Girls – serie TV, episodio 4x07 (2013)
- NCIS - Unità anticrimine (NCIS) – serie TV, episodio 13x05 (2015)
- New Girl – serie TV, episodio 5x04 (2016)
- Wrecked – serie TV, 28 episodi (2016-2018)
- NCIS: Los Angeles – serie TV, episodio 8x19 (2017)
- Dear White People – serie TV, 5 episodi (2017-2019)
- Robot Chicken – serie TV, episodio 9x08 (2018) – voce
- Cloak & Dagger – serie TV, 8 episodi (2018-2019)
- Il premio del destino (The Big Door Prize) – serie TV, 10 episodi (2023)
- Exploding Kittens – serie animata (2024) – voce

## Doppiatrici italiane
Nelle versioni in italiano delle opere in cui ha recitato, Ally Maki è stata doppiata da:
- Joy Saltarelli in Home Sweet Home Alone - Mamma, ho perso l'aereo

Da doppiatrice è sostituita da:
- Martina Felli in Dream Productions